# Temporada 2019 de Fórmula México
La temporada 2019 de la Fórmula México fue la tercera edición de dicho campeonato. Comenzó el 1 de febrero en la Ciudad de México y finalizó el 8 de septiembre de 2019 en la Ciudad de México.
El mexicano Daniel Escoto fue el ganador del Campeonato de Pilotos.

## Equipos y pilotos
| Equipo             | Piloto               |
| ------------------ | -------------------- |
| Escoto Racing      | Daniel Escoto        |
| Tiger Racing       | Eloy Sebastián       |
| RE Racing          | Jose Garfias         |
| RE Racing          | Joe Sandoval         |
| RE Racing          | Freddy Carlo         |
| RE Racing          | Santiago Del Rincón  |
| Forcadel Racing    | Daniel Forcadell     |
| Fonseca Racing     | Everardo Fonseca     |
| Sarabia Racing     | Jose Luis Sarabia    |
| Intercompez        | Alain Fernández      |
| Garcia Motorsports | Alex García          |
| Team Candia        | Edwin Candia         |
| Farias Motorsports | David Farias         |
| Interjet Racing    | Mariano del Castillo |
| Interjet Racing    | Giancarlo Vecchi     |
| Lopez Racing       | Eduardo Lopez        |
| Intercompez        | Alexis Fernández     |

## Calendario
El calendario consistió de las siguientes 7 rondas.
| Ronda | Circuito                                       | Fecha           |
| ----- | ---------------------------------------------- | --------------- |
| 1     | Autódromo Hermanos Rodríguez, Ciudad de México | 1 de febrero    |
| 2     | Autódromo Hermanos Rodríguez, Ciudad de México | 1 de febrero    |
| 3     | Autódromo Hermanos Rodríguez, Ciudad de México | 6 de marzo      |
| 4     | Autódromo Hermanos Rodríguez, Ciudad de México | 6 de marzo      |
| 5     | Autódromo Hermanos Rodríguez, Ciudad de México | 7 de junio      |
| 6     | Autódromo Hermanos Rodríguez, Ciudad de México | 9 de junio      |
| 7     | Autódromo Hermanos Rodríguez, Ciudad de México | 5 de julio      |
| 8     | Autódromo Hermanos Rodríguez, Ciudad de México | 6 de julio      |
| 9     | Autódromo Hermanos Rodríguez, Ciudad de México | 2 de agosto     |
| 10    | Autódromo Hermanos Rodríguez, Ciudad de México | 2 de agosto     |
| 11    | Autódromo Hermanos Rodríguez, Ciudad de México | 7 de septiembre |
| 12    | Autódromo Hermanos Rodríguez, Ciudad de México | 8 de septiembre |

## Resultados
El calendario consistió de las siguientes 12 rondas.
| Ronda | Ronda                                          | Pole Position  | Vuelta rápida        | Piloto ganador | Equipo ganador |
| ----- | ---------------------------------------------- | -------------- | -------------------- | -------------- | -------------- |
| 1     | Autódromo Hermanos Rodríguez, Ciudad de México | Eloy Sebastián | Eloy Sebastián       | Eloy Sebastián | Tiger Racing   |
| 2     | Autódromo Hermanos Rodríguez, Ciudad de México |                | Eloy Sebastián       | Eloy Sebastián | Tiger Racing   |
| 3     | Autódromo Hermanos Rodríguez, Ciudad de México | Eloy Sebastián | Eloy Sebastián       | Eloy Sebastián | Tiger Racing   |
| 4     | Autódromo Hermanos Rodríguez, Ciudad de México |                | Daniel Escoto        | Eloy Sebastián | Tiger Racing   |
| 5     | Autódromo Hermanos Rodríguez, Ciudad de México | Eloy Sebastián | Daniel Escoto        | Eloy Sebastián | Tiger Racing   |
| 6     | Autódromo Hermanos Rodríguez, Ciudad de México |                | Mariano del Castillo | David Farias   | David Farias   |
| 7     | Autódromo Hermanos Rodríguez, Ciudad de México | Eloy Sebastián | Joe Sandoval         | Eloy Sebastián | Tiger Racing   |
| 8     | Autódromo Hermanos Rodríguez, Ciudad de México |                | Joe Sandoval         | Joe Sandoval   | RE Racing      |
| 9     | Autódromo Hermanos Rodríguez, Ciudad de México | Daniel Escoto  | Daniel Escoto        | Daniel Escoto  | Escoto Racing  |
| 10    | Autódromo Hermanos Rodríguez, Ciudad de México |                | Joe Sandoval         | Joe Sandoval   | RE Racing      |
| 11    | Autódromo Hermanos Rodríguez, Ciudad de México | Daniel Escoto  | Daniel Escoto        | Daniel Escoto  | Escoto Racing  |
| 12    | Autódromo Hermanos Rodríguez, Ciudad de México |                | Joe Sandoval         | Joe Sandoval   | RE Racing      |

## Campeonato de Pilotos
El campeonato de pilotos quedó así:
1. Daniel Escoto - 1003
2. Eloy Sebastián - 953
3. Jose Garfias - 333
4. Joe Sandoval - 299
5. Freddy Carlo - 248
6. Santiago Del Rincón - 241
7. Daniel Forcadell - 175
8. Everardo Fonseca - 164
9. Jose Luis Sarabia - 163
10. Alain Fernández - 163
11. Alex García - 158
12. Edwin Candia - 154
13. David Farias - 100
14. Mariano del Castillo - 93
15. Giancarlo Vecchi - 80
16. Eduardo Lopez - 78
17. Alexis Fernández - 74